# 忠烈祠 (臺灣)

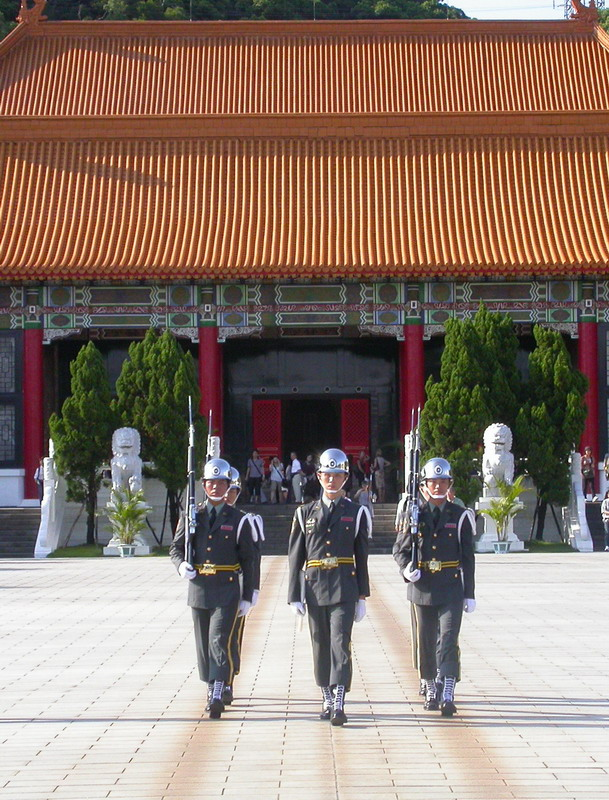
位於臺北市中山區圓山大直地方的國民革命忠烈祠，前方為六名換崗中的中華民國陸軍儀隊隊員

忠烈祠是奉祀為中華民國殉職，並有其重大忠貞事蹟且足資矜式的國軍官兵、警察及人民的祠廟。臺灣各地的忠烈祠均起自1945年中華民國接收臺灣後，目前共約廿餘座，由各縣市民政局管理居多，各縣市大都有一處；大部分是利用日治時期原有神社，就地改建成中式宮殿式建築，僅少部分建物外觀仍保有神社舊貌。
中華民國政府對於有功於國家的烈士褒揚與紀念行動，最早可追溯至1912年，當時設有專責機構，而黃花崗紀念墓園，但至1933年9月13日首次有紀念烈士的直接關係法令。到了1936年，國民政府軍事委員會訂定出「各縣設立忠烈祠辦法」，「忠烈祠」一詞才被廣泛地使用。設立用意是政府經由建造坊塔，表彰、褒揚與紀念抗戰烈士的忠烈行動，藉以塑造國民典範、並建立國民共通歷史記憶。國民政府接管台灣後，縣級以上的神社因建築宏偉，大多直接改建為忠烈祠，作為紀念日殖時期身歿的抗日人士，以及日後作為奉祀國民革命的先賢先烈的場所。隨後，各地政府為了配合法令消除日本殖民統治的歷史痕跡，紛紛拆原神社舊有建築，將其改建為宮殿式建築。
在臺灣的忠烈祠建物有正殿、牌位等設置，其入祀典禮及祭祀會按照「國家祭典標準」舉行。各地忠烈祠每年均分別於3月29日青年節及9月3日軍人節的春、秋兩次國殤中，依《忠烈祠祀辦法》舉行春祭及秋祭。首都忠烈祠由中華民國總統主祭。。

## 歷史沿革

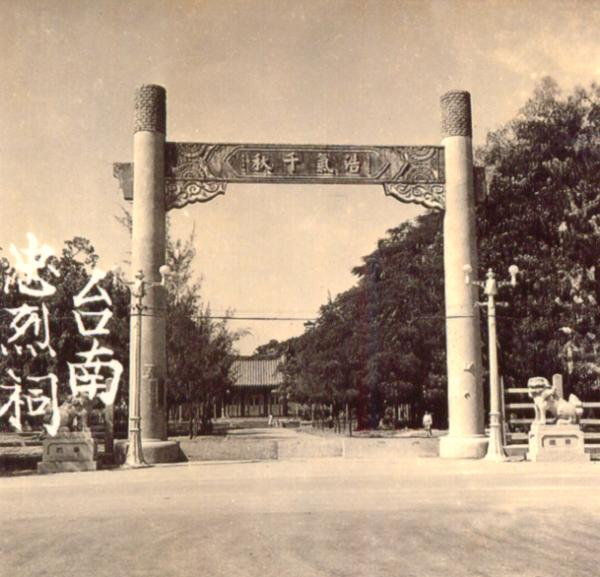
在第二次世界大戰結束後，由臺南神社改建而成的臺南市忠烈祠（今已拆除）

### 臺灣清治時期
在臺灣清治時期即有一些為表彰各種事變中壯烈犧牲的人物所建造「昭忠祠」等建物，從文獻記載中得知，於道光二年時，為了祭祀在林爽文之亂等叛亂事件壯烈犧牲之將士官兵、義民甚至是婦女等，由當時的知縣吳性誠於臺灣府彰化縣大西門街捐資建立「忠烈祠」，這是在台灣最早以「忠烈祠」之名稱出現的祠廟。 
清朝雍正初年，亦有已通令各省設立忠義祠等祠廟，凡已旌表者，設位祠中，春、秋祭祀。1776年（乾隆41年），確定明代殉國諸臣，只要是獲邀謚的靖節之士即可允許入祀昭忠祠。到了1824年（嘉慶7年），各省府城奉令開始建昭忠祠，或附祀關帝及城隍廟，凡是因公陣亡之將士或文官、義勇百姓，均可按籍入祀其內。如八旗二品以上官員已祀京祠者，仍許陣亡所在地祠祀，合50人一龕，位祀正中，士官兵則百人或數十人一位，分列兩旁，駐防位綠營上。每年於春、秋進行二次奠祭，由有關單位親臨祭拜，奉用少牢饋食之禮，果品、上香、薦帛、三獻如儀。

### 臺灣日本殖民統治時期
到了日治時期，這些昭忠祠大部份隨著時間陸續毀壞。但1939年（昭和14年）當日本內地招魂社陸續改名為「護國神社」時，其目的除有對「護國的英靈」之性質，向台灣民眾強調為天皇、日本國家「奉公」犧牲的用意存在，與建造昭忠祠之用意頗有異曲同工之處。

### 中華民國大陸時期
1912年3月南京臨時政府所設立的臨時稽勳局，是中華民國政府最早的對於有功於國家的烈士褒揚與紀念專責機構。至國民政府則在全面對日本抗戰之前，即有設祠奉祀烈士的規劃。於1931年7月11日（「九一八事變」發生之前），國民政府公布「褒揚條例」，這是當時政府首次對關於「德行優異」與「熱心公益」褒揚業務所制定的基本法規。抗戰爆發之後，隨即開始進行大規模地全國普查行動，通令全國各省、市、縣政府進行調查戰時參戰將士的忠烈事蹟，明列出境內的忠烈祠建築現況及奉祀烈士事蹟名單。於1933年9月13日國民政府內政部所公布的「烈士附祠辦法」，有烈士紀念有直接關係的法令。
1936年5月，国民政府军事委员会公佈《歷次陣亡殘廢受傷革命軍人特別優續辦法全案》，其中正式提出《各縣設置忠烈祠辦法》，專門負責褒揚陣亡將士之功勳。1940年由蔣中正指示，於9月20日由行政院公佈《抗敵殉難忠烈官民祠祀及建立紀念坊碑辦法大綱》、《忠烈祠設立及保管辦法》。所奉祀對象涵蓋自辛亥革命以來，北伐和反共等抗敵烈士，然就當時情勢，實以抗日犧牲官民為主要對象。

### 台灣戰後時期

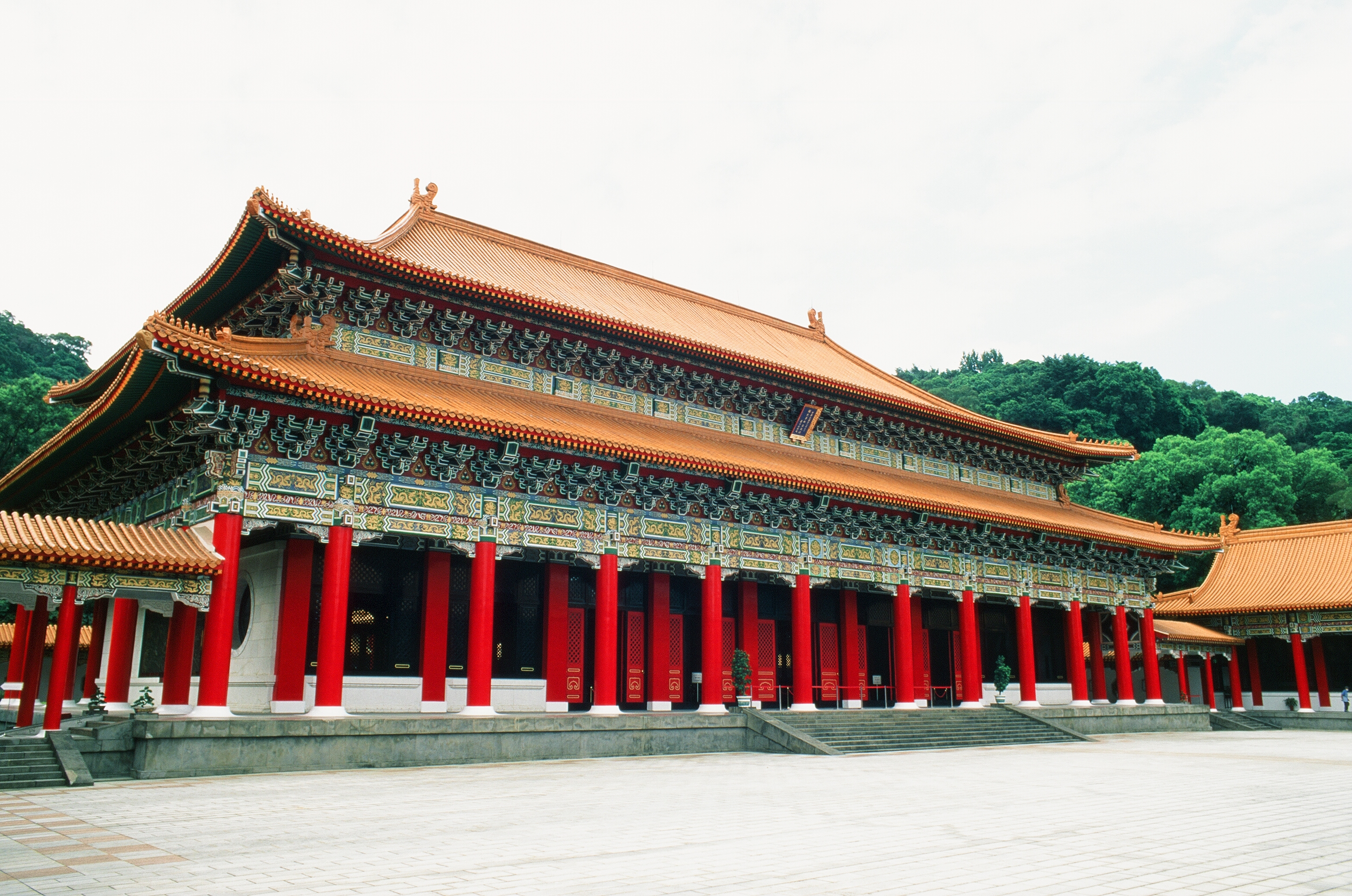
臺北圓山國民革命忠烈祠，隸屬中華民國國防部。

1945年10月25日，國民政府正式接管並統治台灣，同年11月16日，行政院明令各省市縣政府籌設忠烈祠，調查抗戰殉難忠烈軍民姓名事蹟。1946年起，全臺各縣市開始在原神社所在地設置忠烈祠，其中應以當時新竹縣忠烈祠（原桃園神社）最早，主祀鄭成功、劉永福、丘逢甲，以及七十位台灣抗日志士，其中涵蓋人員較為複雜，除各次武裝抗日事件犧牲者外，尚有台灣農民組合、台灣文化協會、台灣黑色青年聯盟和上海台灣青年團的成員，而當中的左翼人士，曾經一度被撤銷祭祀（如王敏川），但在臺灣抗日志士親屬協進會和後人曉以大義後，重回入祀名單。中華民國政府遷臺之後，入祀人員又改以國共內戰中犧牲將士為主。
1949年國民政府全面撤退到臺灣後，將臺灣護國神社改建為圓山忠烈祠，直接代替首都忠烈祠，成為全臺崇祀國殤位階最高的場所，也是國際人士來台訪問時，向殉難英烈致敬的代表場所。於1967年（民國56年）編列預算改建，1969年3月24日竣工，並更改名稱為「國民革命忠烈祠」。1978年，國防部公佈「國民革命忠烈祠入祀辦法」。得入祀者除國民革命各次起義烈士外，還包含討袁、護法、東征、北伐、剿匪、討逆、抗戰及勘亂等各次戰役陣亡或殉職者。此外日治時期抗日的烈士也加以納入，簡大獅、柯鐵、羅福星、莫那魯道、花岡一郎、余清芳、羅俊、吳湯興、姜紹祖、徐驤和林崑崗等人皆列名其中。
在1972年日本與中華民國斷交後，1974年2月25日中華民國內政部「臺內民字第573901號函」發佈《清除臺灣日據時代表現日本帝國主義優越感之殖民統治紀念遺跡要點》，其中第一點就是：日本神社遺跡，應即徹底清除。日本時代台灣總共建造了將近200座大大小小的神社，大部分的神社都難逃拆除或改建，少部分神社改建為忠烈祠，將神社與忠烈祠分離開來，並將神社內的寺廟、紀念碑、公共建築內的裝飾品等日本意識的象徵去除，轉為中華民國政府的象徵，僅剩下「桃園忠烈祠」保留完整日式神社建築風貌，且於1994年被內政部指定為台閩地區第三級古蹟。
1990年代，臺灣相繼解除戒嚴、終止動員戡亂時期之後，海峽兩岸原本的形勢有所改變，不再定位為內戰狀態，原本彰表為國犧牲的時代氣氛已然不同，忠烈祠定位於是逐漸轉型。1997年（民國86年）白曉燕命案發生時，為了圍捕兇嫌而有員警殉職；內政部警政署為了鼓舞警察工作士氣、並表彰重視殉職警察人員，因此簽請內政部修正《忠烈祠祀辦法》，在1998年4月8日發布的修正條文中，正式將入祀忠烈祠之對象擴大到殉職員警、消防、民防等人員。至於執行相關公務殉職人員也列入申請入祀對象，像是於臺北市私立健康幼稚園遊覽車火燒車意外事件中犧牲的健康幼稚園老師林靖娟，偵緝白曉燕命案兇嫌殉職的員警曹立民，以及因防治SARS殉職的高雄長庚醫院住院醫師林永祥、臺北市立和平醫院護理長陳靜秋、臺北市立和平醫院護理師林佳鈴、臺北市立和平醫院醫檢師蔡巧妙、臺北市立和平醫院工友陳呂麗玉、臺北市立和平醫院工友楊淑媜、仁濟醫院護士胡貴芳、臺北市政府消防局替代役役男郭國展等人皆因此得以入祀。

## 建築形式

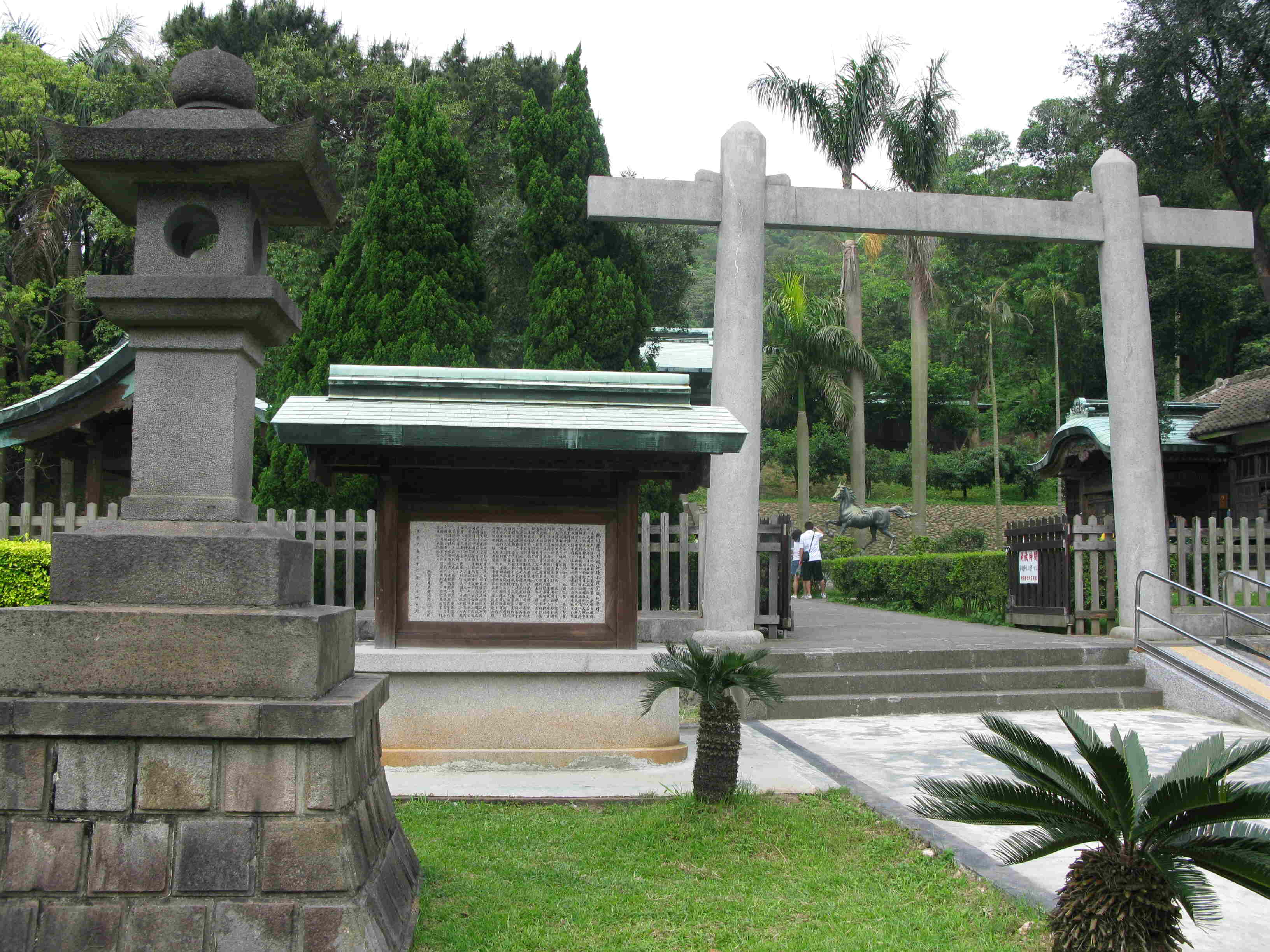
桃園市忠烈祠，至今仍保有日治時期桃園神社的神社樣貌，如照片中出現的鳥居和石燈籠等設計

初期，臺灣許多忠烈祠仍保留日本神社大部原貌。1960年代中期，中國大陸掀起文化大革命風潮，剷除舊有文化，中華民國政府遂於台灣發起中華文化復興運動。1966年頒布《中華文化復興運動綱要》後，中國古典式樣新建築再度興起，各地忠烈祠與孔廟即為此一時期的建築代表。
1972年，日本與中華民國政府斷交，內政部頒布《清除台灣日據時代表現日本帝國主義優越感之殖民統治紀念遺蹟要點》，一時之間，台灣各級政府機關更大力排除日治時期殘留建築、象徵符號，磨去日本天皇年號與相關徽誌，改為民國年號、國徽等。許多忠烈祠紛紛改建，以鋼筋水泥仿照中國北方宮殿形式建築，覆蓋青色或黃色琉璃瓦。
一般而言，忠烈祠建築會包括牌坊、山門、前殿、正殿、紀念碑、革命先烈史蹟資料館和烈士文物陳列室等主體建築，另外還有涼亭、花園等造景。由神社改建者，多易為中國宮殿式建築，並且磨去神社時期的刻字，再刻上象徵中華民國文化的圖案（如梅花、國徽），以表現政權的轉移。但部分建物仍可見得殘存遺蹟，如狛犬、石燈籠、鳥居、手水舍和社務所等，不一而足。:62-66

## 奉祀法令
從1931年國民政府時期即有頒布「褒揚條例」法令，至1940年制定「抗敵殉難忠烈官民祠祀及建立紀念坊碑辦法大綱」。1998年（民國87年）法令修改後，增列義警、消防隊員、義消、警察、以及其他公務人員等入祀忠烈。
與忠烈祠有真正關係的法令始於1933年（民國22年）9月13日內政部所公布的「烈士附祠辦法」。 正式開始使用「忠烈祠」一詞的法令，則起自1936年（民國25年）5月，由行政院轉發、軍事委員會制定「歷次陣亡殘廢受傷革命軍人特別優卹辦法全案」，其中所附之「各縣設立忠烈祠辦法」。
目前，忠烈祠入祀之依據為1969年由行政院制頒、1999年修訂的行政命令《忠烈祠祀辦法》。另外，2000年3月內政部也根據該辦法，訂定更詳細的《入祀忠烈祠審查作業要點》，使各地忠烈祠入祀標準程序更為統一。

## 祭祀對象
由清末乙未廣州起義以來，至創建民國後各次戰役殉國殉職有特著勳績者，均得入祀；而戰前日本統治下的台灣抗日先烈（如前述余清芳、羅俊、羅福星、莫那魯道等）均亦以「抗日戰爭陣亡」之名義入祀國民革命忠烈祠。奉祀對象，在近年因忠烈祠祀辦法的修正，民眾入祀地方忠烈祠已經有所增加，1998年後，地方忠烈祠的入祀對象已不限於殉職軍人，只要是具有忠烈事蹟的殉職員警、消防、民防等人員，以及相關公務殉職人員也可以申請。公務人員採用最廣義涵蓋，只要是依法令從事於公務之人員，甚至地方民意代表也包含在內。至於一般非公務人員之百姓，若因故執行某一公權力職務也可能在當下有公務人員身分，義勇消防人員即為一例。但仍以犯罪防治、救災救難或與民防相關的工作性質，且是足資楷模的表現為限
至於國民革命忠烈祠與各縣市忠烈祠祭祀對象不盡相同，各縣市忠烈祠入祀烈士人數也不一，主要祭祀原籍出身、殉難或功績彰顯於當地者，整體而言涵蓋以下數種：
- 中華民國開國革命烈士：多數為興中會和同盟會會員，其中以黃花崗之役參役人員為代表[23]。
- 八年抗戰陣亡將士：如王铭章、張自忠、佟麟閣、謝晉元、八百壯士諸官兵等[24]。
- 台灣抗日、抗荷將官：抗荷將官以鄭成功為代表。抗日臺人則以苗栗事件、西來庵事件和霧社事件殉難者為代表，如花岡一郎和花岡二郎[25]。
- 國共內戰陣亡將士：如張靈甫[26]、羅永年、黃百韜、喻英奇等[27]。
- 1949年後拒降中共被處決將士：如趙仲容、李民彝。
- 台海戰役陣亡將士：如彭超群、吉星文等[28]。
- 殉難警察、消防、民防、義勇消防人員或依法執行公務，具忠烈事蹟者：如楊季章、曹立民、林永祥、張榮明[29]、蔡崇輝、李承翰、袁淳修等。
- 殉難人民，與敵方爭鬥，協助軍方，具忠貞事蹟者，與「戡亂護國時期死難軍民之靈位」並祀：如在香港六七暴動中遭港共暴徒暗殺的電台節目主持人林彬及一同遇害的堂弟林光海[30][31][32]。
- 殉難情報人員：如劉連昆、邵正宗等。

## 入祀辦法
如經中華民國政府審查通過陣亡或因公殉職官民可根據「烈士」身分入祀台灣各地忠烈祠後，即由擬入祀之各地忠烈祠先期製定牌位，屆時通知當地機關、團體、學校派員於指定地點集合。並於入祀當天，設置中華民國國旗、白布橫幅、樂隊、軍方或機關地方儀隊、牌位，並邀請陣亡犧牲官民之遺族及相關團體、軍警隊代表參與。
入祀條件有因公死亡官兵稱為「忠烈殉職」官兵，由其擬入祀對象原屬的軍部連隊，填具事蹟表並造具清冊，報由國防部轉內政部核准。
或殉職警察、義勇警察、民防人員、消防人員或義勇消防人員，由擬入祀對象的機關填具事蹟表並造具清冊，報由內政部警政署、消防署轉內政部核准。 
其他殉職依法令從事於公務人員，由擬入祀對象的原屬機關填具事蹟表，報由各該中央業務主管機關或地方政府轉內政部核准。 
若為其他忠烈殉難人民或依褒揚條例規定入祀者及抗戰期間依辦法規定入祀者，則由公正人士填具事蹟表，報地方政府後轉內政部核准。

## 祠堂設置

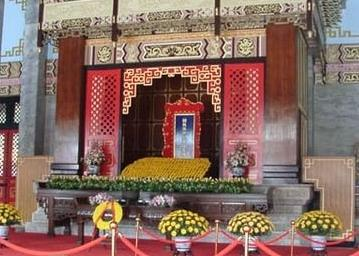
國民革命忠烈祠正堂擺置的神龕

忠烈祠入祀者均設置牌位，其牌位之式樣及尺度皆有一定。入祀牌位一律藍底金字，邊花紋，上加牌額，下設牌座。 牌位中以中文書寫入祀者姓名，有官銜者具官銜，左邊則書寫年齡出生地籍貫，右邊則述明殉難事由。牌位規定長度24公分，寬7公分，兩邊各寬5公分。牌位牌額高7公分，牌座高7.5公分，座寬15公分，座長則有9公分。
牌位所擺置的場所也因階級而異，有上層、中層、下層、兩側和正中間等的不同。牌位依照擁有特殊功績者或生前的官位、階級有所劃分，有一人一個或多數人共用一個牌位的情況。烈士的牌位被納入忠烈祠時，則舉行法令所規定的「入祀」儀式。 申請人或申請機關應徵集烈士遺像、遺著、遺物、文獻或攝影等物品，提供忠烈祠闢室陳列，予後人瞻仰。

## 祭典程序
每年各地忠烈祠均會由首長親臨舉行春祭及秋祭典禮，由國家元首率領文武百官前來致祭，若有來訪邦交元首及政要也都會來此獻花致敬。 例如於2009年間，由首長親臨該年度忠烈祠春祭的計有宜蘭員山忠烈祠、澎湖縣忠烈祠 及新北市忠烈祠等等。參加人員除民眾團體外，一律穿著制服。入祀典禮開始時，軍警應行最高禮，典禮進行地點之車輛行人均停止進行。而典禮包含奏哀樂、上香、獻花、讀祭文、默哀及烈士忠烈殉難事蹟報告。
除了入祀典禮之外，忠烈祠都會定時舉行公祭祭典，於春、秋二季舉行公祭。該公祭設定為中華民國國家祭典，於每年3月29日青年節舉行春祭國殤、9月3日軍人節舉行秋祭國殤。主祭者在首都忠烈祠為中華民國總統，在地方則為當地地方首長，兩者皆會率領軍人或公務員以及烈士遺眷與各界代表參與。過去每年清明節於國民革命忠烈祠舉行中樞遙祭黃帝陵典禮（自蔡英文就任總統後廢止），縣市政府則多結合春、秋二祭舉行。其儀式包含演奏中華民國國歌、上香、獻花、朗讀祭文及主祭者報告致祭意義等。

## 臺灣各地忠烈祠
臺灣各地共有20座忠烈祠由政府設置管轄，其中位於臺北圓山的「國民革命忠烈祠」隸屬中央政府國防部，其餘19所分別隸屬各地方政府。至2004年（民國93年）底臺閩地區忠烈祠累計入祀人數（現有牌位數）計有4,159人（其中軍人1,951人占46.91％，民眾2,208人占53.09％），該年入祀人數12人（其中軍人5人，包含警、消人員之民眾7人）。

### 國防部管轄

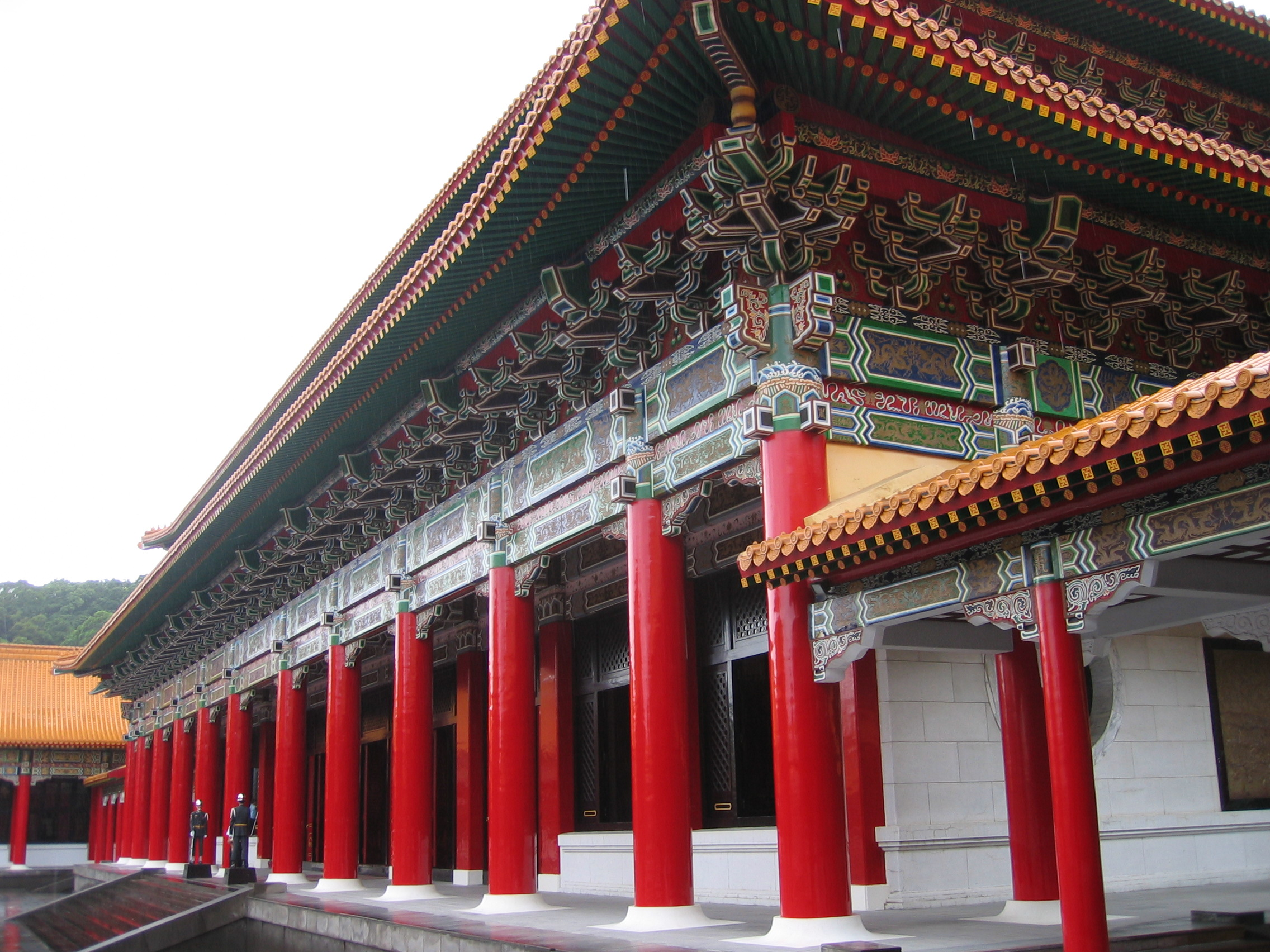
座落於台北市的國民革命忠烈祠

- 國民革命忠烈祠：位於臺北市中山區北安路139號，建於1969年，為中央政府所地之專祠，兼有首都忠烈祠之功能，建築型式仿北京故宮太和殿。一般習稱圓山忠烈祠或臺北忠烈祠，原址為「台灣護國神社」。[39][40]

### 地方政府管轄

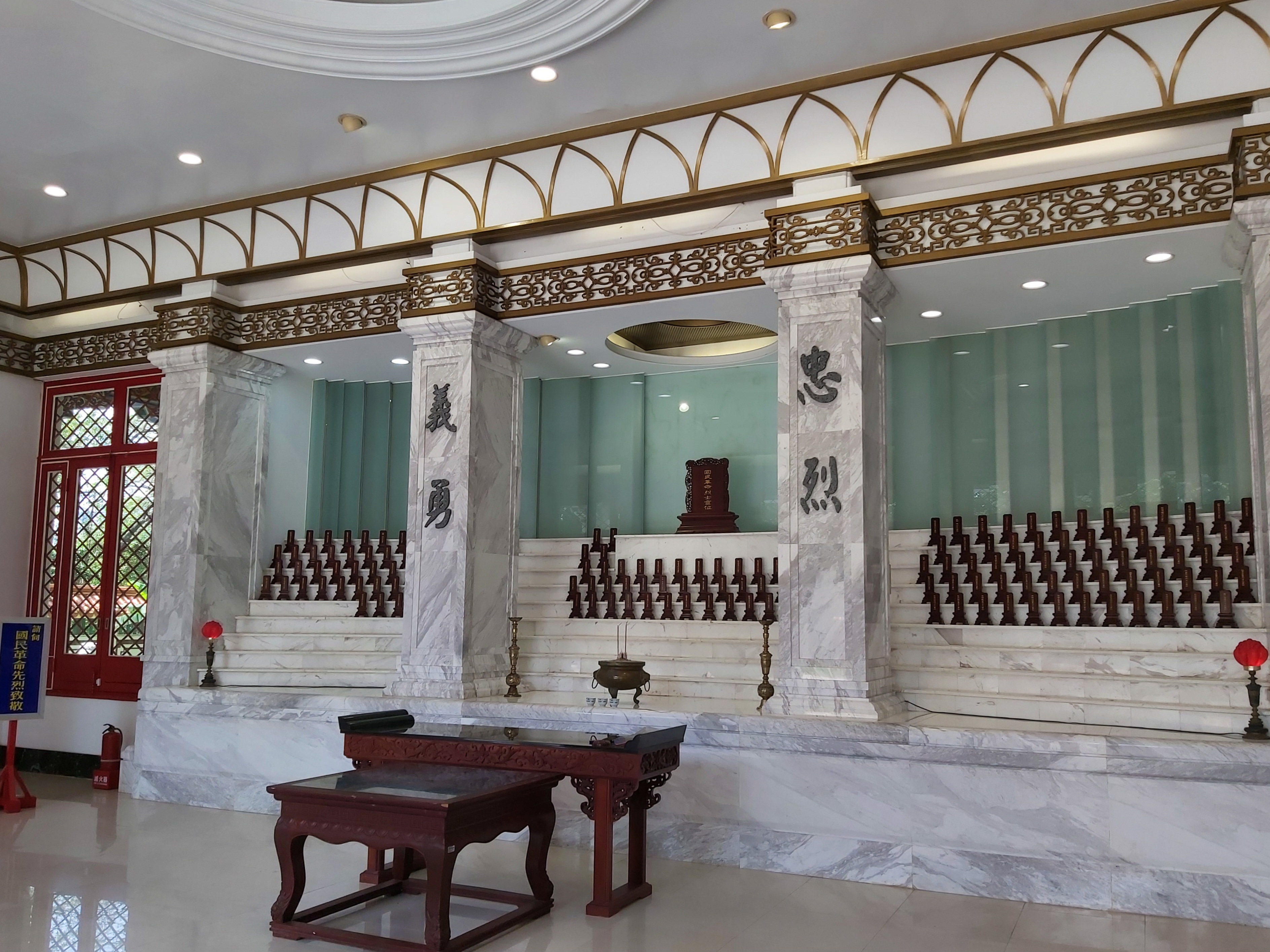
新北市忠烈祠正殿神龕

依內政部《忠烈祠祀辦法》辦理入祀，由各縣市民政局管理。 
- 基隆市忠烈祠：位於基隆市信二路278號中正公園內，日治時期為「基隆金刀比羅神社」，後改「基隆神社」，戰後1972年改建為忠烈祠。[4]

- 臺北市忠烈祠：位於臺北市南港區研究院路三段130號，1969年由時任中華民國行政院院長蔣經國指示成立，為軍人公墓祭殿。2004年入祀中法戰爭清軍烈士。[41][42]

- 新北市忠烈祠：位於新北市淡水區油車口10號。原為中法戰爭滬尾之役戰場，日治時期1939年建立淡水神社，戰後改為忠烈祠，1968年改建為宮殿式建築。[43][44]

- 桃園市忠烈祠：位於桃園市桃園區公園路42號。原為桃園神社，於1939年落成，是目前台灣保存最為完好的日式神社建築。1946年改設為新竹縣忠烈祠，舉行「臺灣革命先烈奉祀式」，將日治時期台灣抗日志士共77名奉祀於內，其中多數為台灣農民組合與台灣文化協會成員。新竹縣、桃園縣分設後，改為桃園縣忠烈祠，大致保留日治時期木構造和式建築樣貌。1985年一度計畫拆除重建，經藝文界及地區居民奔走，而《文化資產保護法》又早於1982年施行，桃園縣政府方才予以保留，並籌款重修，現列為第三級古蹟，是現在唯一保留原有神社建物的忠烈祠。[15]

- 苗栗縣忠烈祠：位於苗栗市公園路1號貓貍山公園內，貓貍山公園原為紀念羅福星的福星山公園。[45]前身為苗栗神社。

- 臺中市北區忠烈祠：位於臺中市北區力行路260號。前身為台中神社，屬國幣小社，戰後，改設忠烈祠，1970年經「國民革命忠烈祠」的監造者姚元中先生同意，參考該祠的設計圖改建為北方宮殿式建築。位於臺中市孔廟隔壁，現歸臺中市孔廟忠烈祠聯合管理所管理。[15]
- 臺中市豐原區忠烈祠：位於臺中市豐原區公老坪，原為臺中縣忠烈祠。於921地震中毀壞，2003年重修落成。奉祀對象包括國民政府時期等各次戰役陣亡、殉職之軍民及忠烈殉難之軍、警、民和消防人員等。[46]

- 彰化縣忠烈祠：位於彰化縣彰化市公園路一段45號。前身為武德殿演武場，建成於1930年10月18日，戰後改設忠烈祠。1951年臺灣文學之父賴和迎祀於內，1958年因質疑其涉及台共請出忠烈祠，1983年彰化縣舉行「賴和九十誕辰平反紀念會」，為其平反後又重新奉祀[47]。

- 雲林縣忠烈祠：位於雲林縣斗六市湖山路25號湖山巖。最先於1888年（光緒14年）曾建昭忠祠，專門奉祀衛國守土之烈士，中華民國接管臺灣後將雲林縣衛生局現址改建為忠烈祠，至1963年遷建於斗六市湖山巖，1981年12月縣府規劃改建，並於1983年落成。[48]

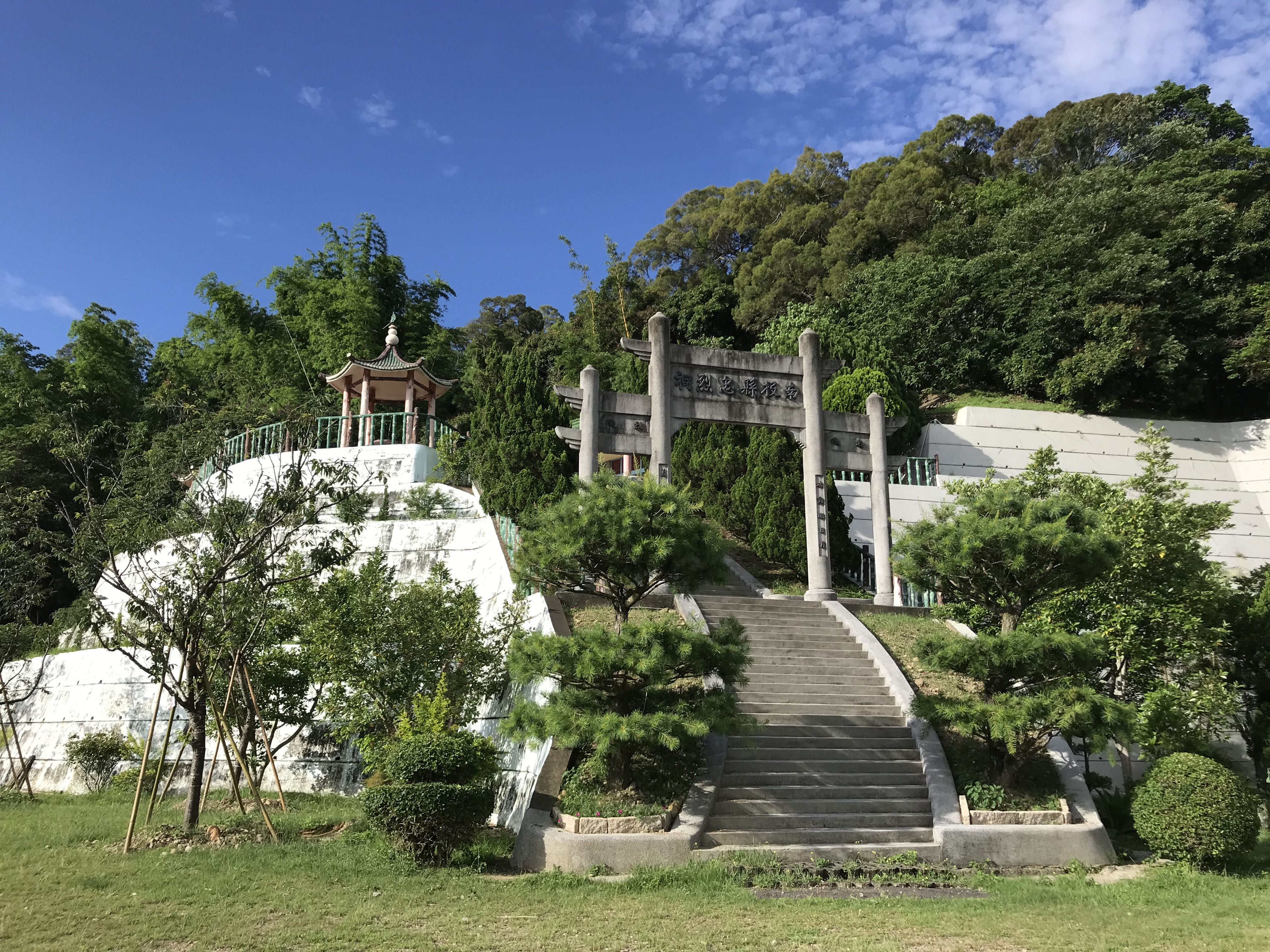
南投縣忠烈祠入口

- 南投縣忠烈祠：位於南投縣南投市彰南路699號南投碧山巖旁，原址為碧山巖寺地，1965年碧山巖寺捐地，並由南投縣政府於現址興建乙宮殿式建築物，於1966年1月1日落成後，由南投縣政府與碧山巖寺一同管理。[49]

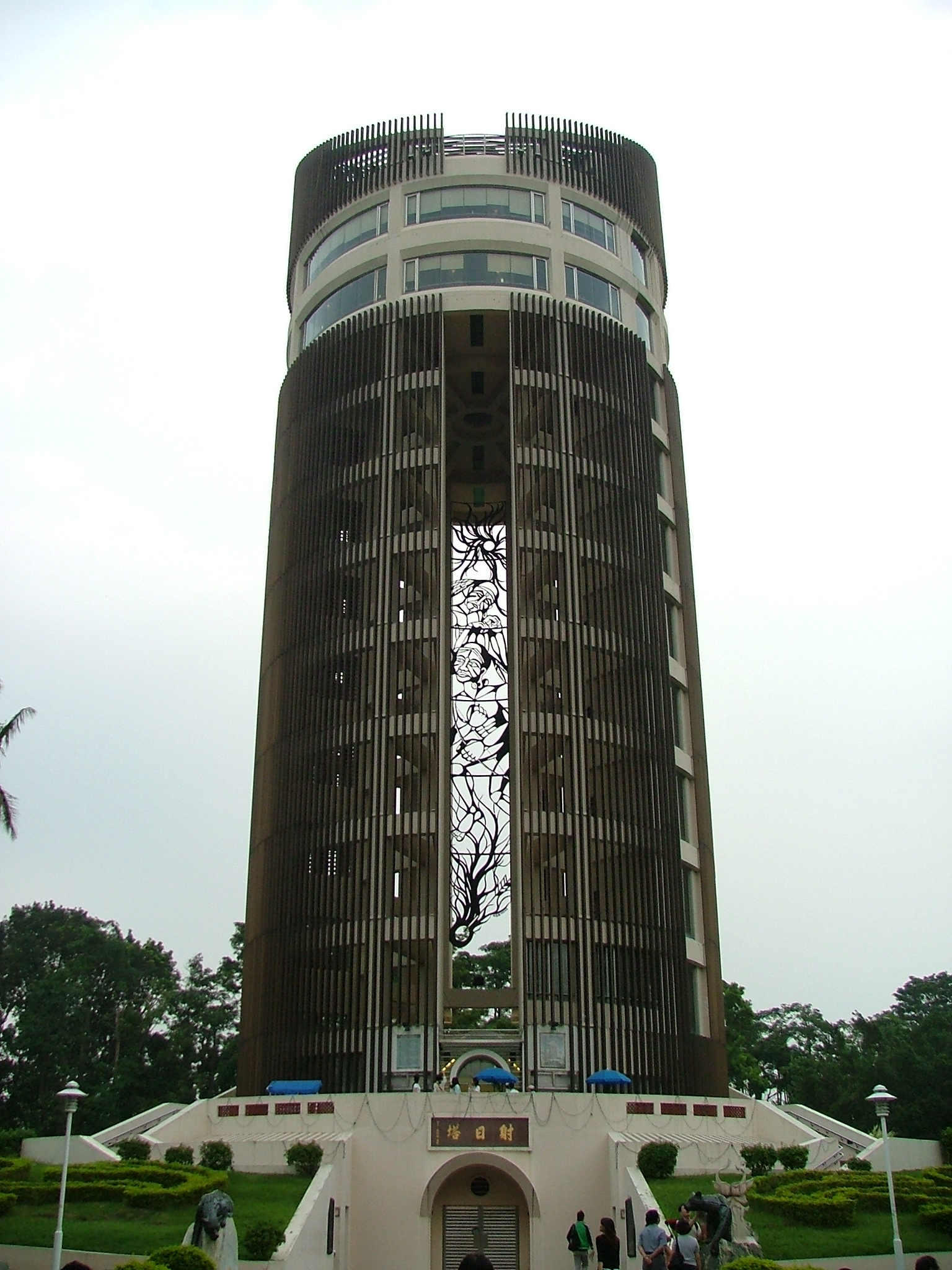
位於射日塔底層結構的嘉義市忠烈祠，射日塔所在地則是已燒毀的嘉義神社

- 嘉義市忠烈祠（射日塔）：位於嘉義市山子頂172號嘉義公園，1915年以檜木建嘉義神社，戰後設忠烈祠，於1995年火災焚毀；2000年由原址改建為「射日塔」，基座仍作為忠烈祠。[15]

- 臺南市新化忠烈祠 ：位於臺南市新化區虎頭埤風景區內，原臺南縣忠烈祠。原設於新營醫院舊址，由神社改建，後遷建於新化區虎頭埤風景區內。供奉有驅荷戰役、割台抗日戰役、乙未戰役、噍吧哖事件、開國戰役、抗戰剿匪戰役、台海戰役等烈士。[50]

- 臺南市南區忠烈祠 ：位於臺南市健康路1段1號。前身為「北白川宮能久親王御遺跡所」，1920年起工改建為臺南神社。戰後改為忠烈祠，忠烈祠遷於台南市南區健康路新址後，原臺南神社建築因原址蓋市立體育館而拆除。[51]

- 高雄市忠烈祠：位於高雄市鼓山區忠義路30、32號壽山，為「高雄神社」改建。日治時期，壽山下原有「打狗金刀比羅神社」，先後改名為「打狗神社」、「高雄神社」，時久衰朽後，遷建於壽山山腰。1946年改為忠烈祠，初期原貌變動不大。1976年拆除重建為現貌。[52]

- 屏東縣忠烈祠：建於1967年，位於屏東市自由路16號，並且由屏東縣政府民政處管理。[53]

- 澎湖縣忠烈祠：位於澎湖縣馬公市新生路219號。原建於澎湖神社舊址，曾在1979年拆除，1980年後遷至澎湖縣文化中心旁建成中國宮殿式，縣府民政局於2004年11月重新修繕。[54]

- 宜蘭縣忠烈祠：位於宜蘭市員山鄉員山段442號，前身宜蘭神社，原於1905年建於宜蘭公園內，建築日久頹敗，遷建於員山。戰後改建為忠烈祠。空軍通信學校並佔用該地附近為眷村，稱為護國新村，1996年忠烈祠重建完成，眷村亦拆遷。建築為閩南式，融合現代元素。[55]

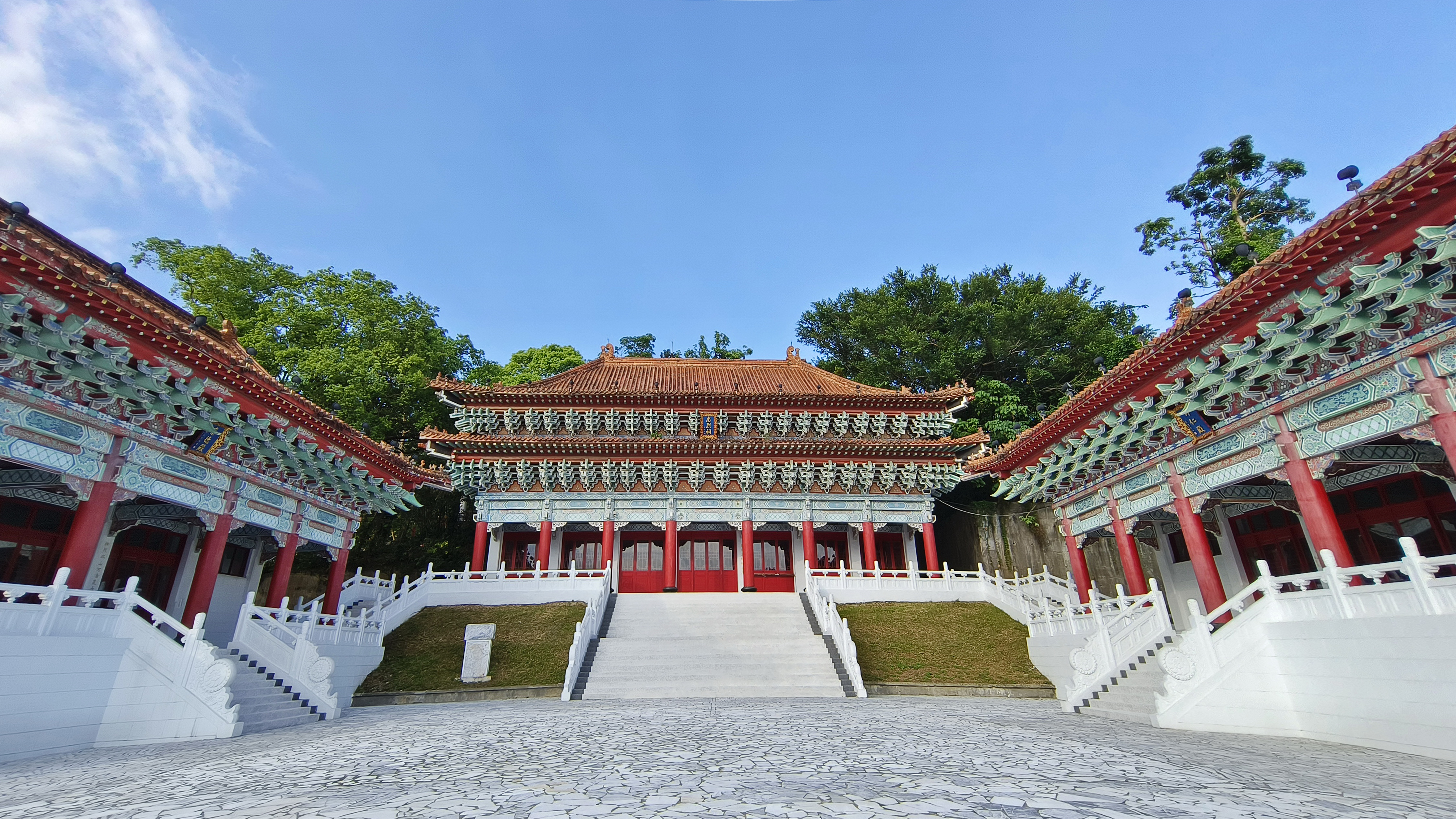
花蓮縣忠烈祠

- 花蓮縣忠烈祠：位於花蓮市復興新村81號的美崙山處，原為花蓮港神社，1981年改為北方式宮殿建築。祀有鄭成功、劉永福、丘逢甲等及對國家民族有貢獻者之烈士。[56]

- 臺東縣忠烈祠：位於鯉魚山麓，1894年（光緒20年），時任台東知州的胡傳選擇在此重建「昭忠祠」，紀念為開發台東而死難的先賢烈士。1928年（昭和3年），日本政府改建為台東神社，國民政府接管台灣後改建為中國宮殿式建築的忠烈祠。[57]

### 其它
- 通霄神社（舊稱通霄忠烈祠）：位於苗栗縣通霄鎮虎頭山，原為通霄神社於1937年建成。戰後於1947年改設忠烈祠，供奉烈士及鄭成功的神位，主體建築毀於921地震，於2005年1月24日重修完工後，苗栗縣政府列為歷史建築。[58]

- 高雄市軍人忠靈祠：位於高雄市鳥松區澄清湖後門,原高雄縣軍人忠靈祠，因為仿照台北圓山的「國民革命忠烈祠」建築，因此牌樓和「國民革命忠烈祠」非常相近。[15]位於高雄長庚醫院附近，高雄市勞工育樂中心及高雄市立棒球場旁。[59]

- 鐵砧山鄭成功廟：位於臺中市大甲區鐵砧山。原奉祀鄭成功，稱國姓廟或開臺聖王廟，原建於清代，1947年當地人士出資重建，1957年台中縣政府將鄭成功廟與忠烈祠合併設立，合祀抗戰、戡亂等陣亡將士靈位，之後再入祀八二三砲戰陣亡官兵。但目前已經將忠烈祠移往豐原，與國姓廟分開。[60]

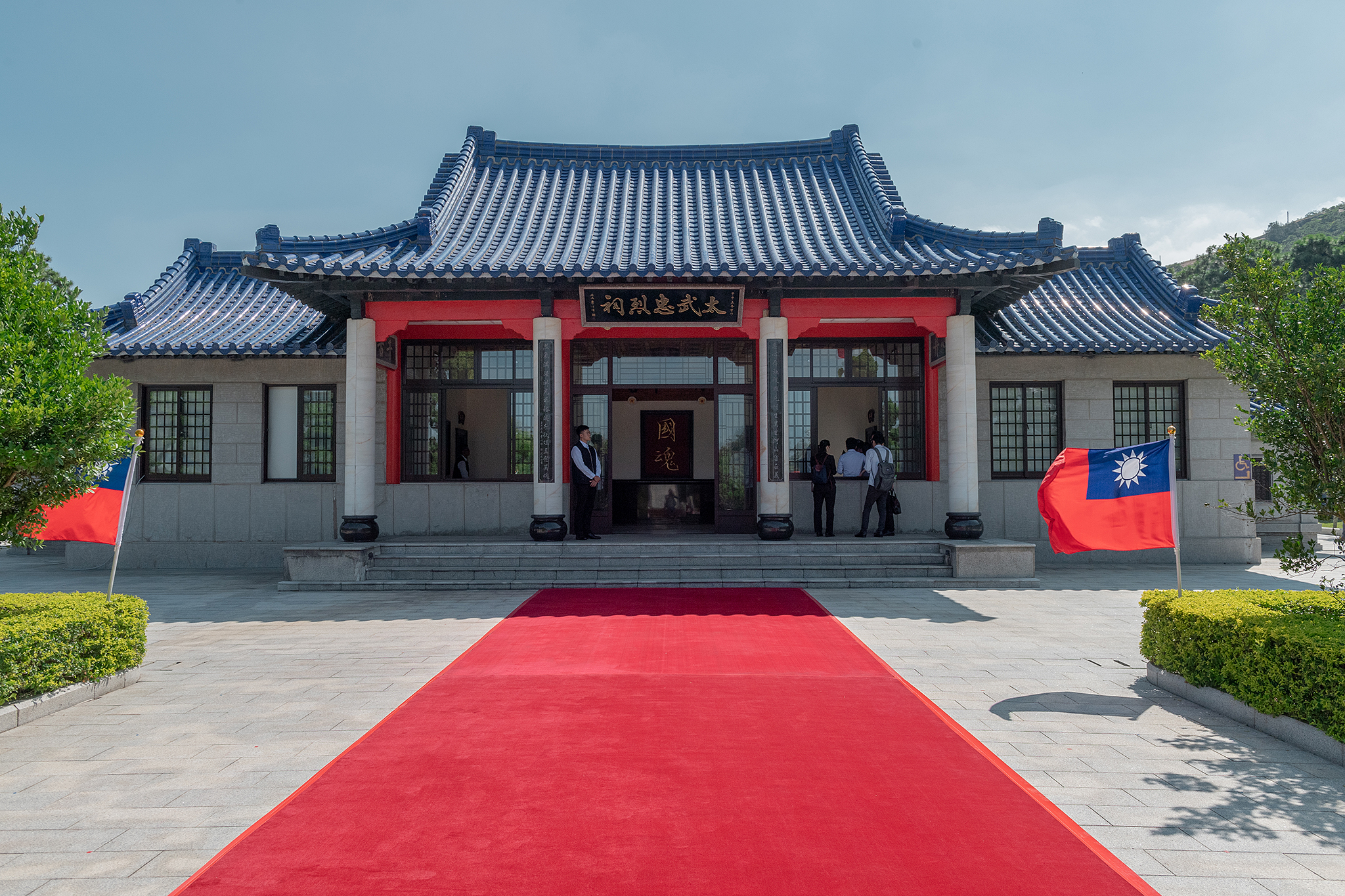
太武忠烈祠

- 太武山忠烈祠：位於金門縣太武山，1953年由胡璉將軍修築太武山軍人公墓、忠烈祠，2004年內政部與金門縣政府共同改建完成。[61]原先列祀陣亡國軍官兵，2003年開始入祀因八二三砲戰犧牲的民防隊員，後續於2005年加入抗日烈士。[62]

- 馬祖忠靈祠：連江縣於1999年新修「祭堂」建築，由軍人公墓祭堂於2000年轉設而成，其名稱係沿用台灣軍人公墓所使用的「忠靈祠」名稱，亦屬「準」忠烈祠，但並非忠烈祠。[63]

- 員林忠烈祠：位於彰化縣員林市百果山，目前建築為1960年拆除員林神社後改建而成，忠烈祠設於二樓，北方另建有五層樓八卦型忠烈塔。[64]

## 外部連結
- （繁體中文）忠烈祠祀辦法 （页面存档备份，存于） （中華民國行政院）
- （繁體中文）後備軍人網路服務臺 - 忠烈將士查詢 （页面存档备份，存于） （國防部後備指揮部）